# Adolf Remane
Adolf Remane (Krotoschin, 10 augustus 1898 - Plön, 22 december 1976) was een Duits zoöloog.
Remane was van 1929 tot 1934 aangesteld als professor aan de Christian Albrechts Universiteit te Kiel. Van 1934 tot 1937 stapte hij over naar de Maarten Luther-Universiteit in Halle. In 1937 keerde hij terug naar Kiel, werd lid van de NSDAP en werd hij lid van de raad van bestuur van het Deutsche Zoologische Gesellschaft. Hij was op 27 juli 1942 in de Rijkskanselarij een van de ondertekenaars van een brief namens het bestuur van het Deutsche Zoologische Gesellschaft. In deze brief werden de nazi-maatregelen aangemoedigd die genomen werden tegen de "enorme scherpte van de strijd van de Joden tegen het Duitse volk".
Na de Tweede Wereldoorlog bleef hij hoogleraar aan de universiteit te Kiel waar hij voorzitter werd van het Zoologisches Institut en het Museum für Völkerkunde der Universität Kiel. In 1956 en 1957 was hij president van het Verband Biologie, Biowissenschaften und Biomedizin in Deutschland.
In 1963 werd hij corresponderend lid van het Paläontologische Gesellschaft.